# Хороша (селище)
Хороша — селище в Україні, у Гайсинському районі Вінницької області, у складі Гайсинської міської громади. Розташоване за 13 км на північ від міста Гайсин. Через село проходить автошлях Р33. Населення становить 4 особи (станом на 1 січня 2015 р.).

## Географія
| Клімат Хороші           | Клімат Хороші | Клімат Хороші | Клімат Хороші | Клімат Хороші | Клімат Хороші | Клімат Хороші | Клімат Хороші | Клімат Хороші | Клімат Хороші | Клімат Хороші | Клімат Хороші | Клімат Хороші | Клімат Хороші |
| Показник                | Січ.          | Лют.          | Бер.          | Квіт.         | Трав.         | Черв.         | Лип.          | Серп.         | Вер.          | Жовт.         | Лист.         | Груд.         | Рік           |
| Середній максимум, °C   | −2,2          | −0,9          | 4,1           | 13,3          | 19,9          | 23,1          | 24,6          | 24,0          | 19,2          | 12,3          | 4,9           | 0,4           | 11,9          |
| Середня температура, °C | −5,2          | −4            | 0,5           | 8,5           | 14,6          | 17,8          | 19,2          | 18,5          | 13,9          | 7,9           | 2,1           | −2,1          | 7,6           |
| Середній мінімум, °C    | −8,2          | −7,1          | −3            | 3,8           | 9,4           | 12,6          | 13,9          | 13,0          | 8,7           | 3,6           | −0,6          | −4,6          | 3,5           |
| Норма опадів, мм        | 41            | 38            | 33            | 46            | 58            | 82            | 89            | 58            | 48            | 33            | 41            | 43            | 610           |
| ----------------------- | ------------- | ------------- | ------------- | ------------- | ------------- | ------------- | ------------- | ------------- | ------------- | ------------- | ------------- | ------------- | ------------- |
| Джерело:                |               |               |               |               |               |               |               |               |               |               |               |               |               |

## Історія
7 (20) листопада 1917 року, відповідно до Третього Універсалу Української Центральної Ради, увійшло до складу Української Народної Республіки.
12 червня 2020 року, відповідно до розпорядження Кабінету Міністрів України № 707-р «Про визначення адміністративних центрів та затвердження територій територіальних громад Вінницької області», селище увійшло до складу Гайсинської міської територіальної громади.
19 липня 2020 року, в результаті адміністративно-територіальної реформи та ліквідації Гайсинського району (1923—2020), селище увійшло до складу новоутвореного Гайсинського району.

## Населення
Станом на 1989 рік у селищі проживали 12 осіб, серед них — 5 чоловіків і 7 жінок.
За даними перепису населення 2001 року у селищі проживали 15 осіб. Рідною мовою назвали:
| Мова       | Кількість осіб | Відсоток |
| ---------- | -------------- | -------- |
| українська | 14             | 93,33%   |
| російська  | 1              | 6,67%    |

## Галерея

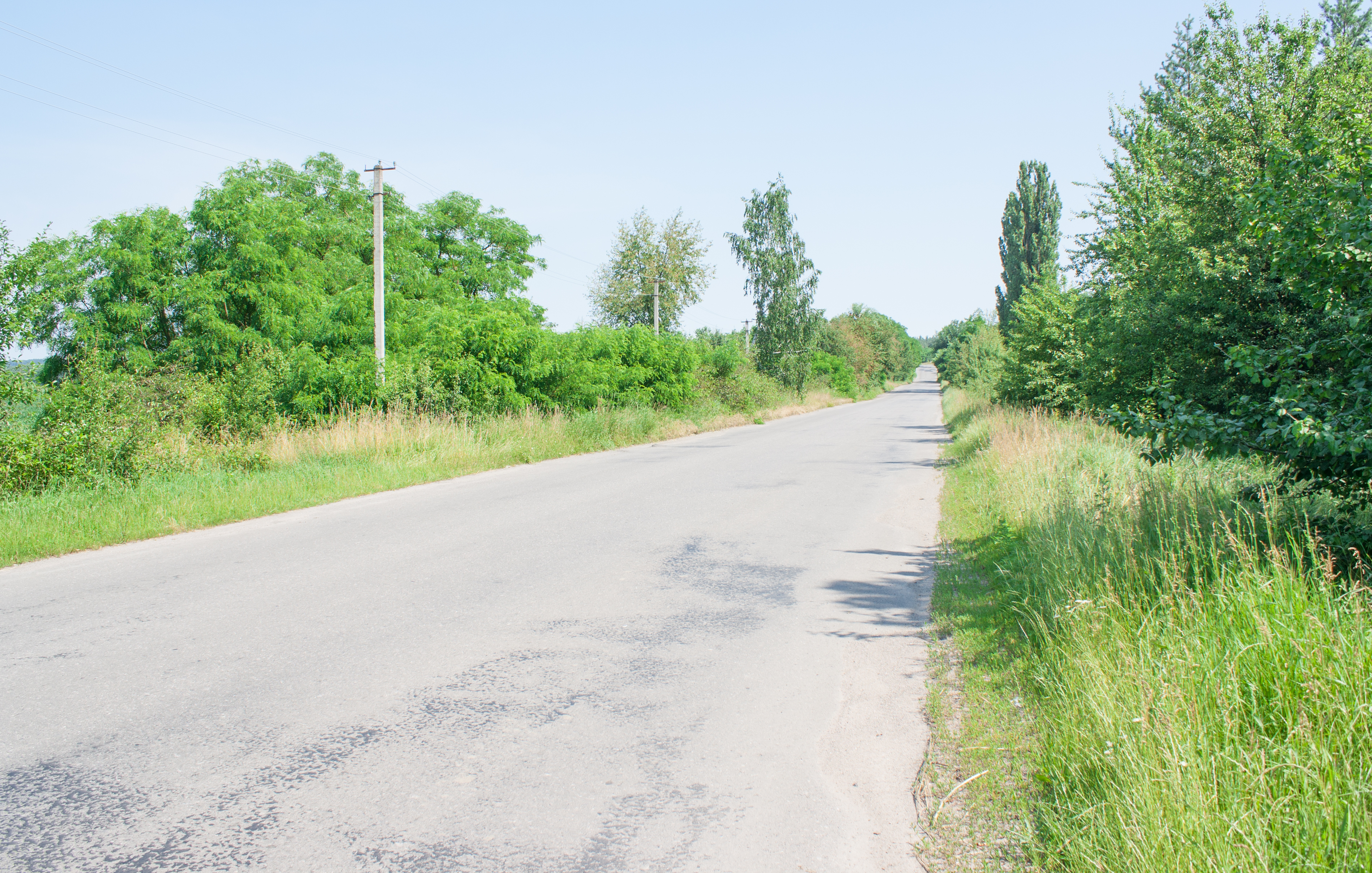
Головна вулиця
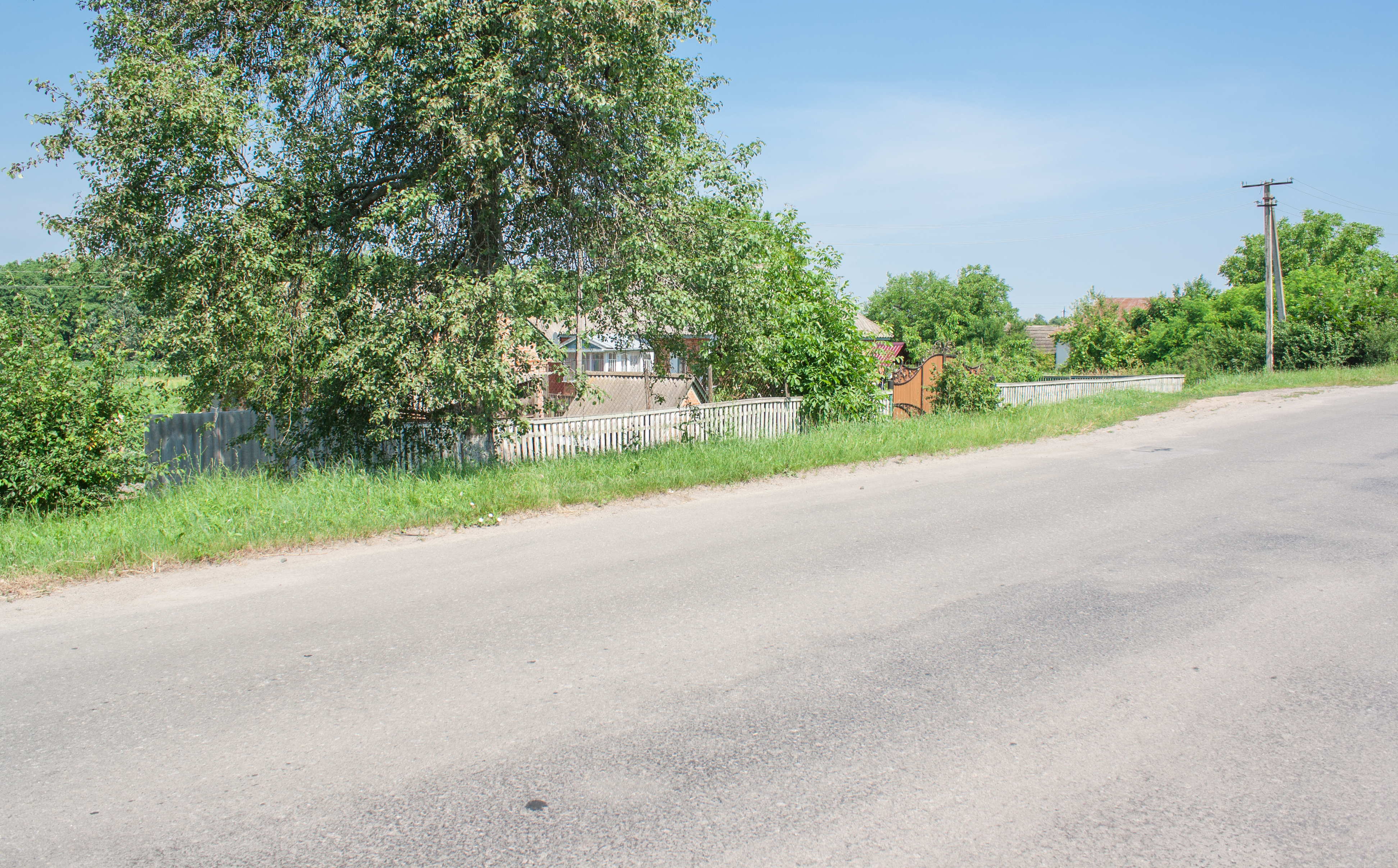
Типова забудова